# Katuutire Kaura
Katuutire Kaura (né le 3 février 1941 et mort à Windhoek le 22 janvier 2022) est un homme politique namibien. 
Il a été président de la Democratic Turnhalle Alliance (DTA) de 1998 à 2013 et a été le chef officiel de l'opposition de 2000 à 2005. 

## Biographie
Kaura naît à Ombujondjupa, dans la région d'Otjozondjupa. Il s’exile aux États-Unis dans les années 1970 et enseigne à la Nyack High School à Upper Nyack à New York de 1972 à 1978. Il enseigne également au Rockland Community College de 1973 à 1975. Au cours de la même période, Kaura fréquente l'université de Long Island et l'université Columbia.
De 1989 à 1998, Kaura est vice-président de la DTA. Après que le président de la DTA, Mishake Muyongo, ait exprimé son soutien à la sécession de Caprivi en 1998, il est suspendu de la DTA en août 1998, et Kaura en devient président. Il appelle à ce que Muyongo, qui s'était enfui de l'exil, soit ramené en Namibie et placé en justice.
Immédiatement avant l'indépendance, Kaura est membre de l'Assemblée constituante, en place de novembre 1989 à mars 1990 . Il est membre de l'Assemblée nationale de Namibie depuis l'indépendance en 1990. Il se présente aux élections présidentielles de Namibie en 1999 et 2004, obtenant respectivement 9,6% et 5,12% des voix. Après l'élection de 1999, il devient chef de l'opposition officielle (composée de la DTA et du Front démocratique uni) en avril 2000.
Lors de la réunion du comité central électif de la DTA en 2013, McHenry Venaani bat Kaura par une marge de 96 à 52% et assume alors la présidence du parti. Après avoir critiqué publiquement le leadership de Venaani, Kaura est traduit devant un comité de discipline de la DTA et exclu du parti en février 2014. Il devait également perdre son siège à l'Assemblée nationale au profit de Venaani, mais après un procès intenté et remporté par Kaura, décision qui ne sera pas contestée par la DTA, Kaura est réintégré à la fois en tant que parlementaire et membre du parti. Il quitte l'Assemblée nationale à la fin de son mandat en mars 2015 et rejoint le parti au pouvoir, la SWAPO, en novembre 2017.